# Diane Hendricks
Diane Marie Hendricks (geb. Smith; geboren am 2. März 1947) ist eine amerikanische Milliardärin, Geschäftsfrau und Filmproduzentin aus Wisconsin. Sie unterstützt politische Kampagnen der Republikanischen Partei.

## Frühe Jahre
Hendricks wurde 1947 in Mondovi, Wisconsin, geboren und wuchs in Osseo, Wisconsin, auf einem Bauernhof mit --Milchwirtschaft auf. Mit siebzehn bekam sie ihr erstes Kind und arbeitete als Playboy-Bunny, um über die Runden zu kommen. 1965 schloss sie die Osseo-Fairchild High School ab. Sie heiratete ihren ersten Ehemann und ließ sich aber bald wieder scheiden.

## Berufslaufbahn
1975 arbeitete sie als Immobilienmaklerin. Ken Hendricks war der Sohn eines Dachdeckers und Schulabbrecher. Die beiden heirateten und wurden Geschäftspartner. 1982 nahmen sie einen Kredit auf um ABC Supply zu gründen, den größten Großhändler für Dächer, Fenster, Dachrinnen und Fassadenverkleidungen für Wohn- und Gewerbegebäude in den Vereinigten Staaten.
Hendricks ist Eigentümerin der Hendricks Holding Company und Eigentümerin und Vorsitzende von ABC Supply.
Im März 2012 schätzte Forbes ihr Nettovermögen auf 2,8 Milliarden US-Dollar und im August 2021 auf 11,1 Milliarden US-Dollar.
Im Jahr 2018 stufte Forbes Hendricks als reichste Selfmade-Frau der USA ein.

## Filmproduzentin
Zu den Filmen, die sie produziert hat, zählen The Stoning of Soraya M. (2008), ein Drama über eine Hinrichtung in einem iranischen Dorf, Big Fat Important Movie (2008) und Snowmen (2010).

## Politische Spenden
Sie spendete 500.000 US-Dollar für die Kampagne des Gouverneurs von Wisconsin, Scott Walker, im Jahr 2012. Sie unterstütze Paul Ryan. 2014 spendete sie eine Million US-Dollar an die Freedom Partners Action Fund, eine republikanische Lobbygruppe. An dieselbe Lobbygruppe spendete sie 2015 und 2016 jeweils zwei Millionen US-Dollar. 2015 unterstützte sie Scott Walker bei seiner Kampagne zur Präsidentschaftskandidatur.
Bei den US-Präsidentschaftswahlen 2016 unterstützte sie den republikanischen US-Senator Ron Johnson aus Wisconsin mit fünf Millionen US-Dollar. Donald Trump unterstützte sie als Beraterin im Präsidentschaftswahlkampf von 2016.
Vor dem Rücktritt von Scott Pruitt im Juli 2018 spendete sie 50.000 US-Dollar an den Scott Pruitt Legal Expenses Trust.
Hendricks spendete insgesamt 1,1 Millionen US-Dollar für Donald Trumps Präsidentschaftswahlkampf 2020.
Hendricks unterstützte die Politikerin Marjorie Taylor Greene aus Georgia.
Hendricks hat im Zeitraum 2023–2024 fünf Millionen US-Dollar an die Lobbygruppe Make America Great Again gespendet.

## Steuerkontroversen
Hendricks zahlte in vier der fünf Jahre von 2010 bis 2014 keine Einkommenssteuer.
Eine Recherche von Urban Milwaukee, einem Politik- und Immobilien-Newsportal ergab, dass Hendricks‘ mehrstöckiges, 8500 Quadratmeter großes Haus in Town of Rock im Rock County, Wisconsin, steuerlich als 1663 Quadratmeter große Ranch veranschlagt war. Steuerbeamten, die den Tatbestand untersuchen wollten, verweigerte Hendricks jedoch den Zugang zu ihrem Grundstück. Stattdessen stellte sie dem Steueramt Unterlagen zur Verfügung, und der Steuerwert der Immobilie wurde 445.700 US-Dollar auf 1.205.500 US-Dollar geändert.

## Privatleben
Hendricks hat sieben Kinder und lebt in Afton, Wisconsin. Ihr Mann Ken Hendricks starb 2007. Sie ist die Großmutter der Schauspielerin Skylar Simone.